# تصمیم‌گرایی
تصمیم‌گرایی (برگرفته از آلمانی Deezisionismus، که گاهی در متون انگلیسی بدون ترجمه یافت می‌شود) یک آموزه سیاسی، اخلاقی و حقوقی است که بیان می‌دارد که احکام اخلاقی یا حقوقی محصول تصمیماتی است که نهادهای سیاسی یا حقوقی می‌گیرند. طبق تصمیم‌گرایی، نه محتوای تصمیم، بلکه تصمیمی که یک مرجع درخور گرفته، یا با استفاده از یک روش صحیح گرفته شده است که آن را معتبر می‌سازد.